# Galileo Ferraris (sommergibile 1935)
Il Galileo Ferraris è stato un sommergibile della Regia Marina.

## Storia
Fu l'ultima unità della sua classe ad entrare in servizio.

### Guerra civile spagnola
Prese clandestinamente parte, con tre missioni, alla guerra di Spagna, durante la quale fu uno dei sommergibili italiani più attivi, nonché quello di maggior successo. Il 2 febbraio 1937, infatti, affondò (o danneggiò gravemente) al largo di Tarragona il piroscafo spagnolo repubblicano Navarra (1688 tsl).
Il 14 agosto dello stesso anno (al comando del capitano di corvetta Sergio Lusena) intercettò in Egeo e danneggiò a cannonate la motonave Ciudad de Cádiz (4602 tsl) partita da Odessa e diretta a Barcellona carica di armi, finendola poi con un siluro (l'attacco fu effettuato issando la bandiera spagnola). Quattro giorni dopo cercò infruttuosamente di silurare il piroscafo Aldecoa, mentre poche ore più tardi ebbe successo silurando e affondando il piroscafo Armuru (2762 tsl) con a bordo rifornimenti (fatto però lesivo delle norme internazionali, dato che il Ferraris si trovava nelle acque territoriali della Grecia).
Fra l'ottobre 1937 ed il febbraio 1938 prestò servizio nella Legione spagnola, con base a Soller, sigla L. 2 ed il nome General Sanjurjo II, senza conseguire risultati.

### Seconda guerra mondiale
Allo scoppio della seconda guerra mondiale era in Mar Rosso, a Massaua (Eritrea), assegnato alla LXXXI Squadriglia Sommergibili". 
Partì per la prima missione, al comando del capitano di corvetta Livio Piomarta, il 10 giugno 1940 e nella notte fra il 12 ed il 13 individuò un cacciatorpediniere; mentre s'immergeva per attaccare, però, l'acqua entrata da una valvola per l'aerazione chiusa in ritardo danneggiò le batterie e provocò altre avarie che determinarono anche la perdita di cloruro di metile con intossicazione di alcuni uomini; il tutto obbligò il sommergibile a rientrare alla base, il 14 giugno.
Dopo due mesi di riparazione, nella mattinata del 14 agosto fu fatto uscire in mare per attaccare la corazzata britannica Royal Sovereign, che sarebbe dovuta passare verso Aden fra il 15 ed il 17 agosto; giunto nel settore d'operazioni il 15 agosto, alle 23.55 dello stesso giorno il Ferraris lanciò due siluri contro un cacciatorpediniere in navigazione nello stretto di Bab el-Mandeb, mancandolo e subendo poi tre ore di bombardamento con cariche di profondità. Il sommergibile rientrò fece poi ritorno alla base il 19 agosto.
Effettuò poi altre sette missioni offensive: dal 25 agosto al 1º settembre, fra Gebel Tair e Gebel Zucur; dal 5 all'8 settembre, nei pressi delle Isole Dahlak; dal 20 al 23 ottobre e dal 24 al 28 novembre, in zona non specificata del Mar Rosso; dal 3 all'8 dicembre, al largo di Masamaruh; dal 23 al 30 dicembre nei pressi di Port Sudan; e infine dal 20 al 26 gennaio 1941, di nuovo tra Gebel Tair e Gebel Zucur. Nessuna missione portò risultati concreti.
A inizio 1941 l'inevitabilità della caduta dell'Africa Orientale Italiana era ormai evidente e si progettò dunque di trasferire i sommergibili nella base atlantica di Betasom, sita a Bordeaux. 
Dopo lavori per adattarlo al lungo viaggio, il 3 marzo 1941 il Ferraris partì da Massaua e attraversò in immersione il Mar Rosso e lo stretto di Perim; passò poi per il Canale di Mozambico e dopo aver doppiato il Capo di Buona Speranza ed essere passato in Atlantico si rifornì di carburante e provviste – il 16 aprile, a nordovest di Tristan da Cunha – dalla nave tedesca Nordmark; transitò poi ad ovest delle Azzorre e delle Isole di Capo Verde, raggiungendo Bordeaux il 9 maggio 1941, dopo due mesi passati in mare. 
Dal 15 maggio al 1º ottobre 1941 il Ferraris rimase in cantiere per essere rimesso in efficienza.
Il 14 ottobre (al comando del tenente di vascello Filippo Flores) partì per la sua prima missione in Atlantico, diretto in una zona a est-nordest delle Azzorre.
Il 25 ottobre, di mattina, mentre si avvicinava ad un convoglio, in superficie ed a grande velocità, fu attaccato da un idrovolante PBY Catalina (raggiunto poi da un secondo aereo) che lo colpì impedendogli di immergersi; quindi sopraggiunse il cacciatorpediniere HMS Lamerton. Dopo un breve scontro d'artiglieria, il Ferraris si autoaffondò, inabissandosi verso mezzogiorno, a circa 400 miglia dallo stretto di Gibilterra, a levante delle Azzorre.
Morirono due ufficiali, due sottocapi e due marinai, mentre il resto dell'equipaggio fu fatto prigioniero.